# Quttinirpaaqs nationalpark

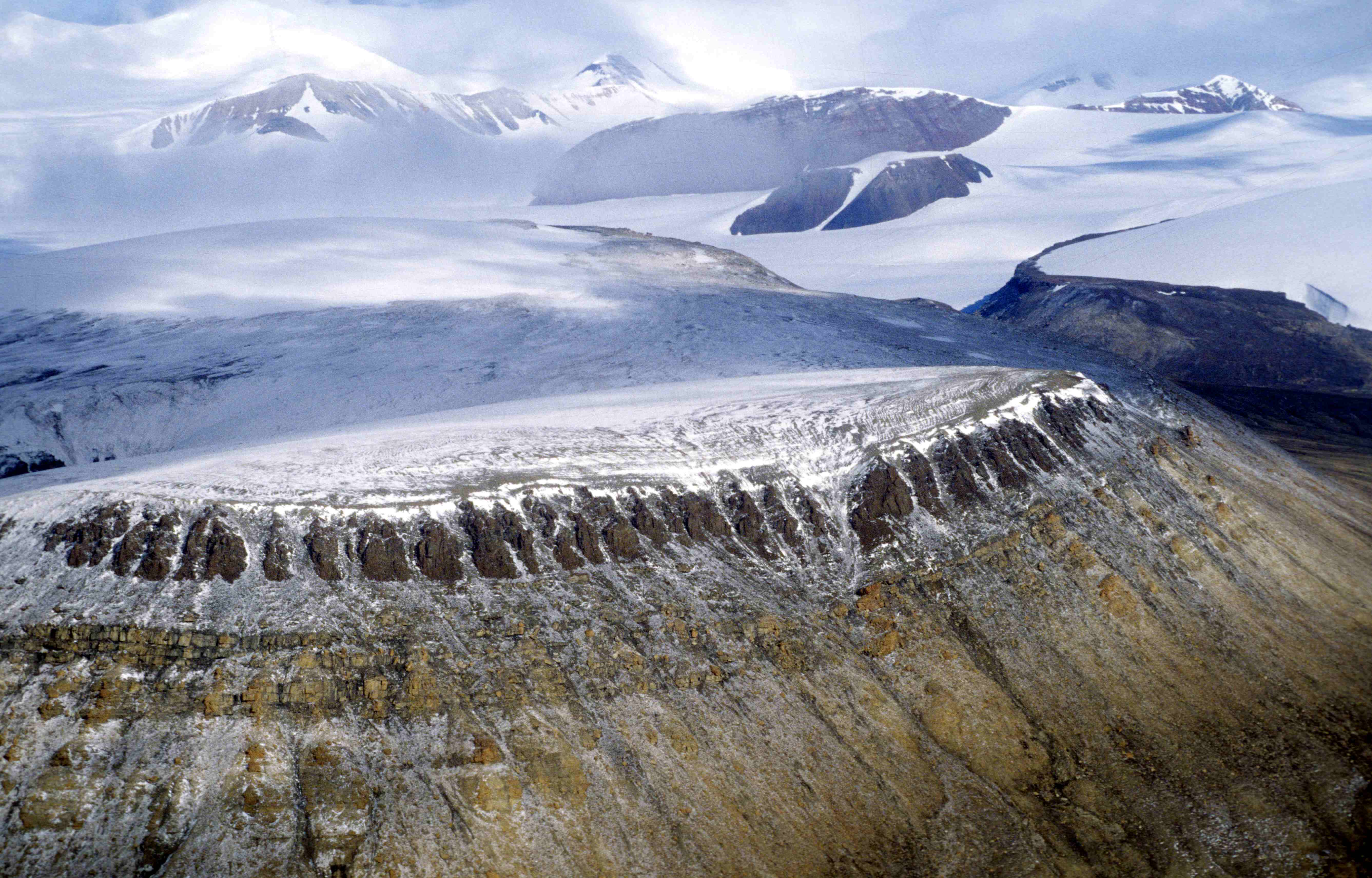
British Empire Range

Quttinirpaaqs nationalpark är en nationalpark i Nunavut, Kanada, belägen på nordöstra Ellesmereön. Det skyddade området omfattar en yta på 37 775 kvadratkilometer, vilket gör Quttinirpaaqs nationalpark till den näst största av Kanadas nationalparker (störst är Wood Buffalo nationalpark). Quttinirpaaqs nationalpark är också den nordligaste av Kanadas nationalparker.

## Vegetation
Quttinirpaaqs nationalpark har ett arktiskt klimat och vegetationen i området är sparsam och domineras av arter anpassade till det stränga klimatet. Det har observerats 154 arter av kärlväxter, främst olika låga arktiska örter med grunda rotsystem, vilka klarar av permafrosten, de korta somrarna och långa, kalla vintrarna. Här växer också vide. Det har observerats 44 arter av lavar och 193 arter av mossor och levermossor.

## Djurliv
Till däggdjursfaunan i Quttinirpaaq hör landlevande djur som halsbandslämlar, polarhare, ren, myskoxe, hermeliner, fjällräv, varg och isbjörn. I havet finns dessutom flera arter av sälar. Ganska vanliga är vikare och storsäl, medan grönlandssäl, knubbsäl och blåssäl är ovanligare. Det förekommer även att valross visar sig här. Andra havslevande däggdjur som kan ses här är narval, vitval, grönlandsval och späckhuggare, de tre sista är dock alla ganska sällsynta.